# Rosenquarz

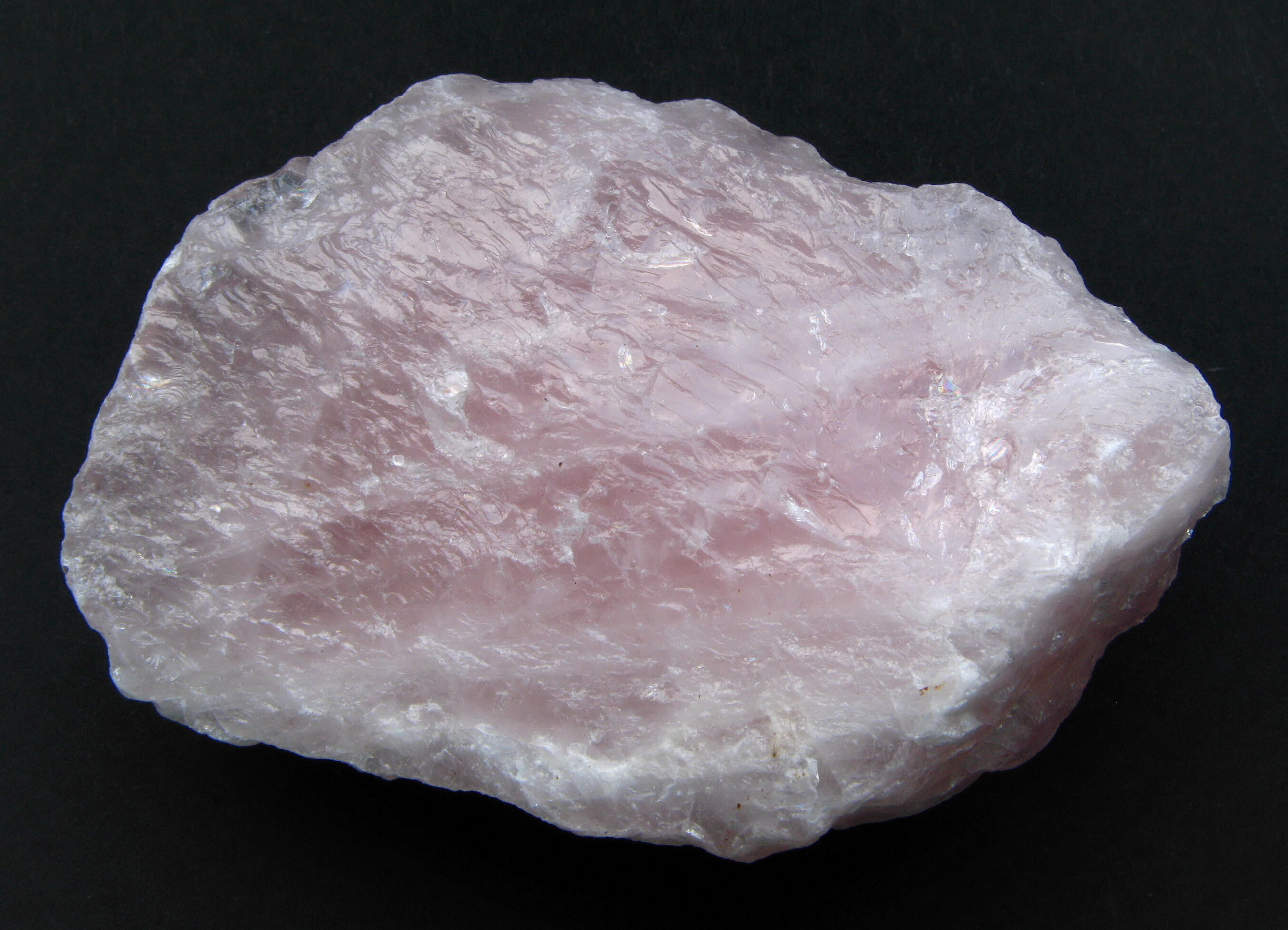
Rosenquarz im Rohformat, derbes Aggregat

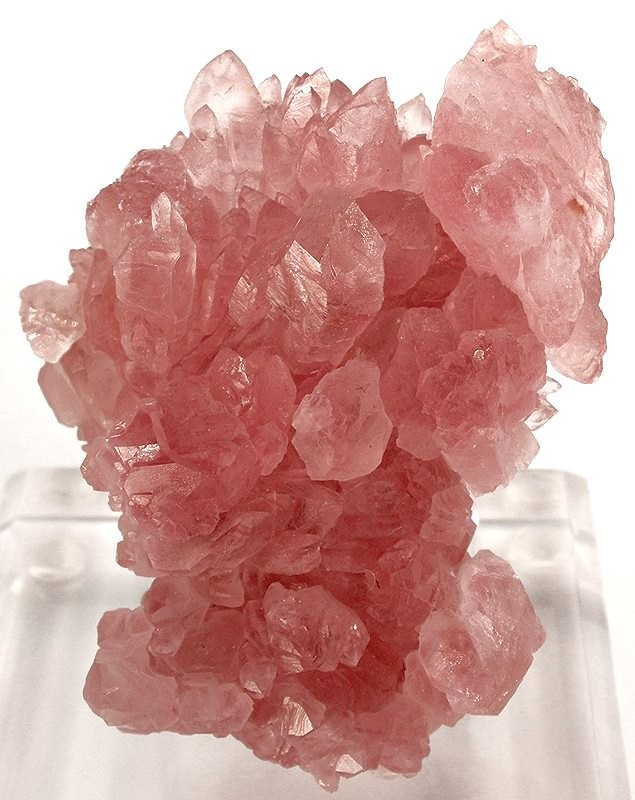
Seltene Stufe mit idiomorphen Kristallen aus rosa Quarz

Rosenquarz (SiO2) ist eine Varietät des Minerals Quarz. Er besitzt eine rosarote Färbung, ist milchig-trüb bis durchscheinend und tritt meist in körnigen bis derben Aggregaten auf. Als Rosa Quarz werden dagegen idiomorphe Kristalle (Kristalle mit regulär entwickelten Flächen) bezeichnet, die im Gegensatz zum Rosenquarz nur sehr selten zu finden sind. Beide Bezeichnungen werden allerdings oft irreführend synonym verwendet.

## Farbursachen und optische Effekte
Die Ursachen der rosa Farbe von derbem, trübem Rosenquarz und klarem Rosa Quarz sind unterschiedlich.
Die Farbursache bei eher trübem Rosenquarz war lange umstritten und viele Ursachen wurden diskutiert, so z. B. Einbau von Titan, Mangan oder manganhaltigen Mineralen, Lichtstreuung an feinsten Rutileinschlüssen, Einschlüsse von rosafarbenen Mineralen oder Wechselwirkung von Eisen- und Titanionen im Quarz. Neuere Untersuchungen konnten belegen, dass feinste Einschlüsse von einem faserigen Dumortierit-ähnlichen Mineral Rosenquarz seine Farbe verleihen. Dumortierit, ein Borsilikat, ist durch gekoppelten Einbau von Spuren von Eisen und Titan rosa gefärbt.
Rosenquarz bestimmter Lokalitäten verliert seine Farbe durch Einwirkung von Sonnenlicht, während Rosenquarze anderer Lagerstätten, auch nachdem sie 50 Jahre dem Sonnenlicht ausgesetzt waren, ihre Farbe behalten haben. Beim Erhitzen über 575 °C verliert Rosenquarz seine Farbe.
Klare Kristalle von Rosa Quarz erhalten ihre Farbe nicht durch Einschlüsse, sondern durch den gekoppelten Einbau von Aluminium und Phosphor in die Quarzstruktur und nachfolgende Bestrahlung. Quelle ionisierender Strahlung ist im Allgemeinen der Zerfall des radioaktiven Kaliumisotops 40K. Die Farbe verblasst bei Einwirkung von UV-Licht und beim Erhitzen über 200 °C.
Neben den immer vorhandenen Einschlüssen feinster Fasern von einem Dumortierit-ähnlichen Mineral finden sich häufig feinste Rutilnadeln. Beide Mineraleinschlüsse sind oft senkrecht zur Prismenachse (kristallographischen c-Achse) orientiert in den Quarz eingewachsen und für den gelegentlich beobachteten Asterismus des Rosenquarzes verantwortlich. Gelegentlich werden auch Rosenquarze mit einem flächenhaften Schimmer, der sogenannten Chatoyance, entdeckt. Fachlich korrekt werden solche Steine als „Rosenquarz-Katzenauge“ oder allgemein als Katzenaugen-Quarz bezeichnet.

## Bildung und Fundorte
Rosenquarz findet sich in granitischen Pegmatiten, wo er zusammen mit Kalifeldspat, Schörl, Cassiterit, Beryll und Phosphatmineralen vorkommt. Weiterhin findet sich Rosenquarz in massiven hydrothermalen Quarzgängen.
Klare, idiomorphe Kristalle von Rosa Quarz sind sehr selten. Bekannt ist z. B. das Vorkommen im Sapucaia Pegmatit in Minas Gerais, Brasilien.

## Verwendung als Schmuckstein

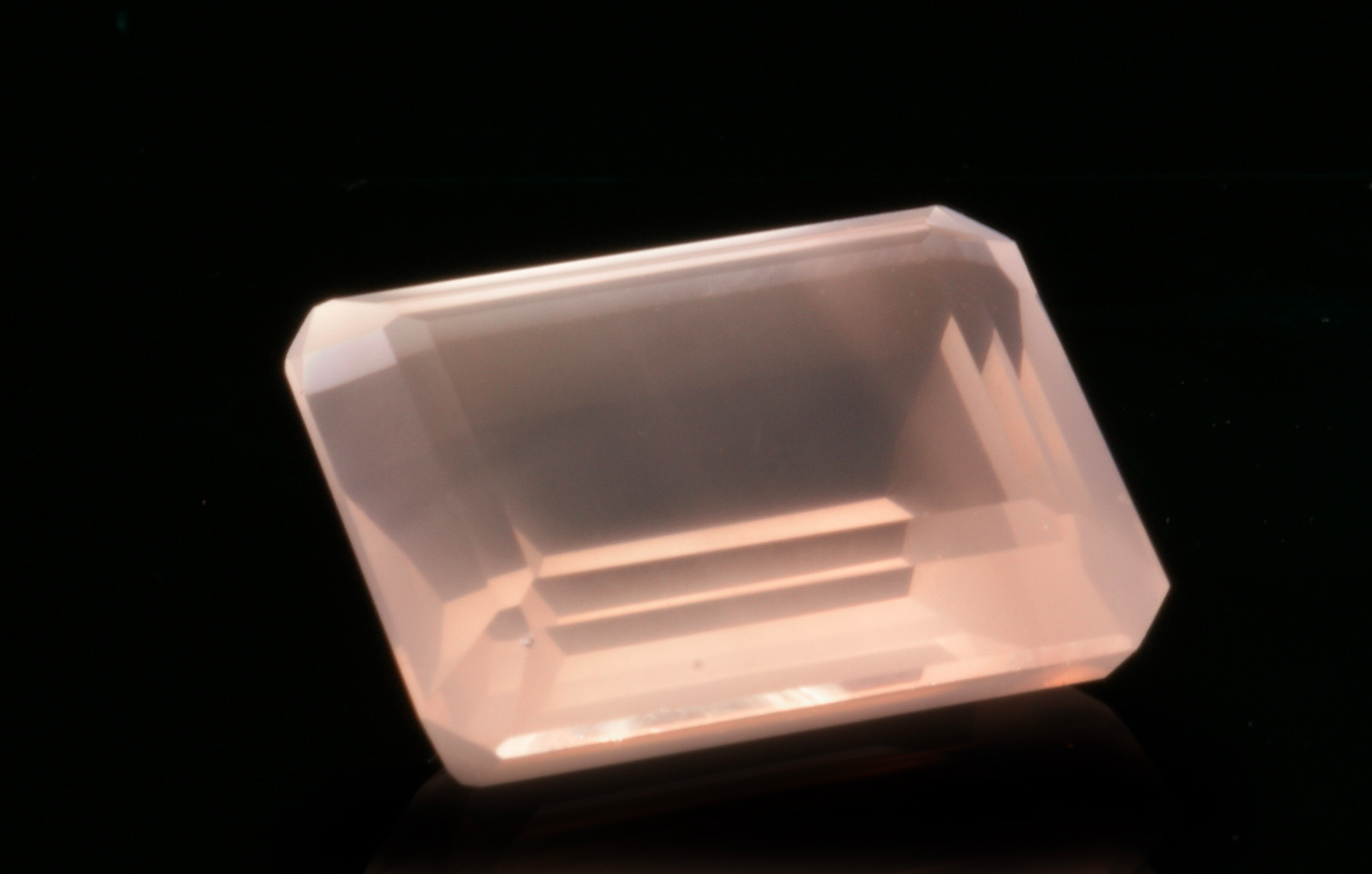
Rosa Quarz im Achtkantschliff („Smaragdschliff“); Größe 2 cm × 1,5 cm

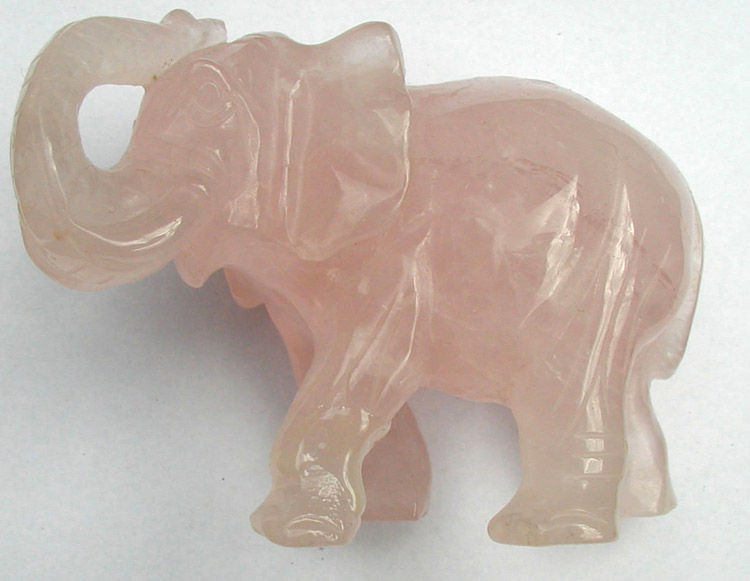
Elefant aus Rosenquarz
die Länge beträgt etwa 10 cm

Rosenquarz und rosa Quarz werden üblicherweise zu Schmucksteinen und Kunstgegenständen verarbeitet. Trübe und derbe Steine werden dabei eher zur Herstellung von figürlichen Objekten, Cabochons und Kugelketten genutzt. Für facettierte Schliffe eignen sich nur klare Kristalle.
Aufgrund der ähnlichen Farbe besteht unter anderem Verwechslungsgefahr mit den Edelsteinen Kunzit, Morganit, Rhodochrosit, Rhodonit, rosa Topas und Turmalin.

### Manipulationen und Imitationen
Regelrechte Fälschungen von Rosenquarzen sind bisher nicht bekannt, allerdings werden immer wieder bearbeitete Schmuck- und Kunstgegenstände mit farblich verbesserten Steinen angeboten. Um blasse Rosenquarze dunkler erscheinen zu lassen, wird beim Schleifen derartiger Steine gerne rostrotes Schleif- und Poliermittel verwendet, das nach der Fertigstellung in den Poren des Steins verbleibt.
Seit 1992 können farbintensive Rosenquarze in Russland auch synthetisch erzeugt werden, wobei die Herstellung dieser Synthesen bisher sehr aufwändig ist.

## Kinderarbeit
Im Minensektor von Madagaskar, in dem Kinderarbeit weit verbreitet ist, wird auch Rosenquarz für den Export abgebaut. In diesem Zusammenhang wurde nachgewiesen, dass Kinder Rosenquarz mit bloßen Händen abbauen. Die Folgen sind nicht nur, dass die Kinder die Schule nicht mehr besuchen können, sondern auch Todesfälle durch Einstürze der ungesicherten Minen sowie Krankheiten wie die Quarzstaublunge und ein erhöhtes Lungenkrebsrisiko.

## Esoterik
In der Esoterik gilt Rosenquarz als starkes Symbol für Liebe und Fruchtbarkeit. Es soll körperliche und geistige Schwächen des Liebeslebens heilen sowie auch z. B. Kopfschmerzen lindern. Aus diesem Grund gilt er als Heilstein. Weiterhin gehört er zum Herzchakra und soll die Organe im Herzbereich stärken. Auch soll er schädliche Strahlungen (z. B. Wasseradern, Elektrosmog) absorbieren können. Für den Wirkungsbereich in der Esoterik gibt es allerdings keine wissenschaftlichen Belege.

## Warnhinweis
Rosenquarz sollte, im Gegensatz zu anders lautenden Behauptungen, nicht als Aufguss-Stein in der Sauna verwendet werden. Quarz ist als sprödes Mineral allgemein empfindlich gegenüber wechselnden, starken Wärmebelastungen. Daher können auch ohne den Aufgussvorgang selbst, bei dem die Steine abgeschreckt werden, immer wieder Bruchstücke abgesprengt werden, die als scharfe Splitter quer durch die Saunakabine fliegen und aufgrund der Härte des Materials zu ernsten Verletzungen führen. Zudem verlieren Rosenquarze bei länger andauernder Nutzung als Aufguss-Stein schnell ihre rosa Färbung und zerfallen.